# Falcileptoneta striata fujisana
Falcileptoneta striata là một loài nhện trong họ Leptonetidae.
Loài này thuộc chi Falcileptoneta. Falcileptoneta striata fujisana được T. Yaginuma miêu tả năm 1972.